# وینتسنتی ویتوس
وینتسنتی ویتوس (لهستانی: Wincenty Witos؛ ۲۲ ژانویه ۱۸۷۴ – ۳۱ اکتبر ۱۹۴۵) یک سیاست‌مدار اهل لهستان و چند دوره نخست‌وزیر این کشور بود.